# 반지방패관절
반지방패관절(cricothyroid joint) 또는 윤상갑상관절(輪狀甲狀關節)은 반지연골과 방패연골을 연결하는 관절이다. 성대의 긴장도를 변화시켜 사람 목소리의 음높이를 조정하는 데에 핵심적인 역할을 한다. 긴장도를 조절하는 근육은 주로 후두 안쪽의 성대근과 후두 바깥쪽의 반지방패근이다. 이 근육들은 반지방패공간을 좁게 하여 성대의 긴장도를 바꾼다.